# Берд (город)
Берд (арм. Բերդ, в переводе «крепость») — город и община в Тавушской области Армении. Административный центр ранее существовавшего Шамшадинского района.

## Название
Название «Берд» (арм. — Բերդ) переводится с армянского языка как «Крепость», так как рядом с городом есть крепость (то есть «берд») Тавуш (которая и дала название Тавушской области Армении).

## География
Расположен на левом берегу реки Тавуш в 211 км от Еревана. Город окружён невысокими горами. Рядом с городом находятся сёла Навур, Чинчин и Верин Кармирахпюр.
Близ города расположены руины крепости Тавуш (X век), храмы Нор-Варагаванк и Хоранашат (XII век), циклопическая крепость (I тыс. до н. э.) и музей города.

## Экономика
Берд — центр сельскохозяйственного района. В окрестностях города выращиваются фрукты, табак и другие культуры. Развита мясомолочная промышленность и виноделие, пчеловодство, имеется зернохранилище.

## Галерея

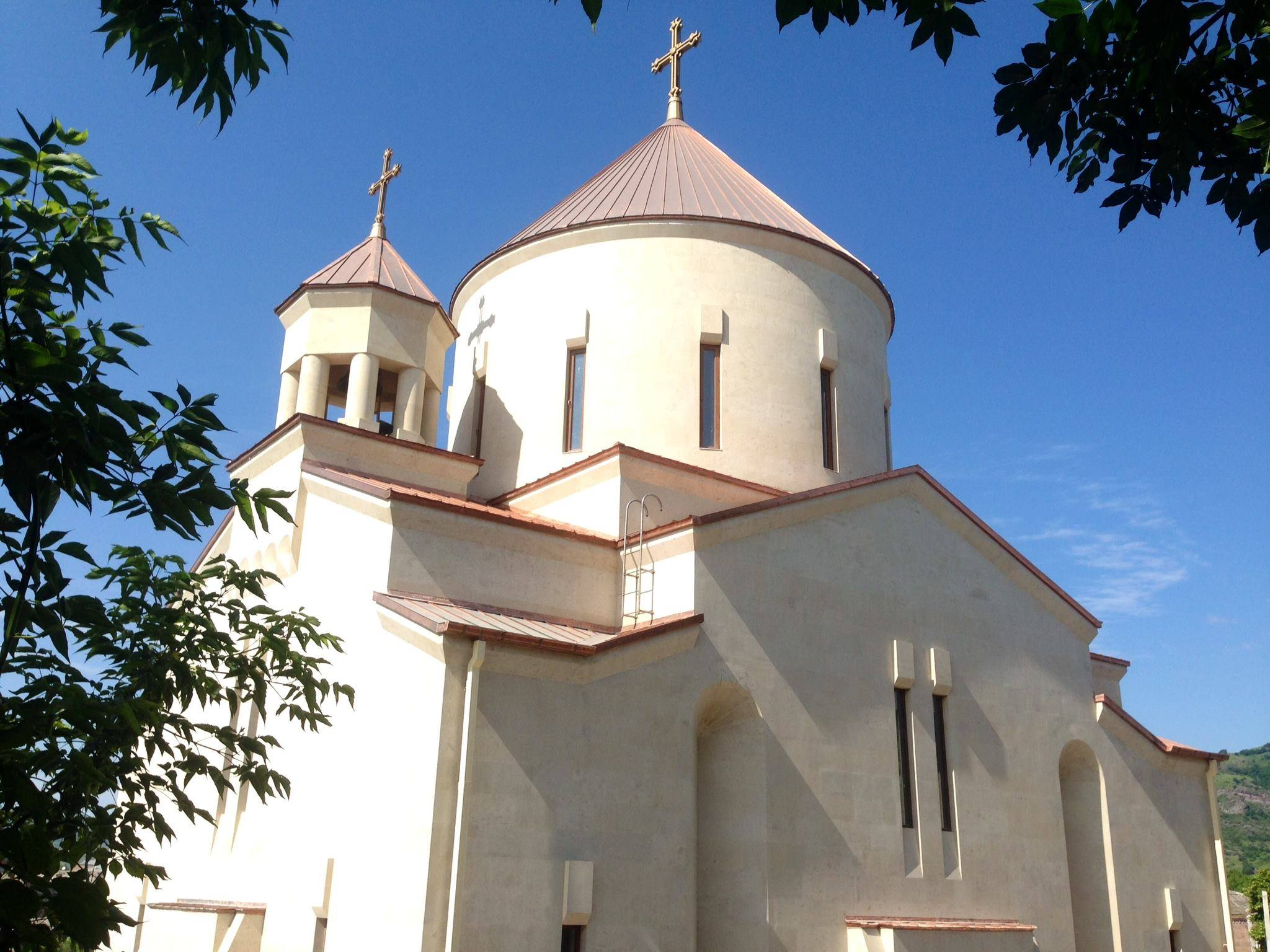
Церковь Сурб Ованес
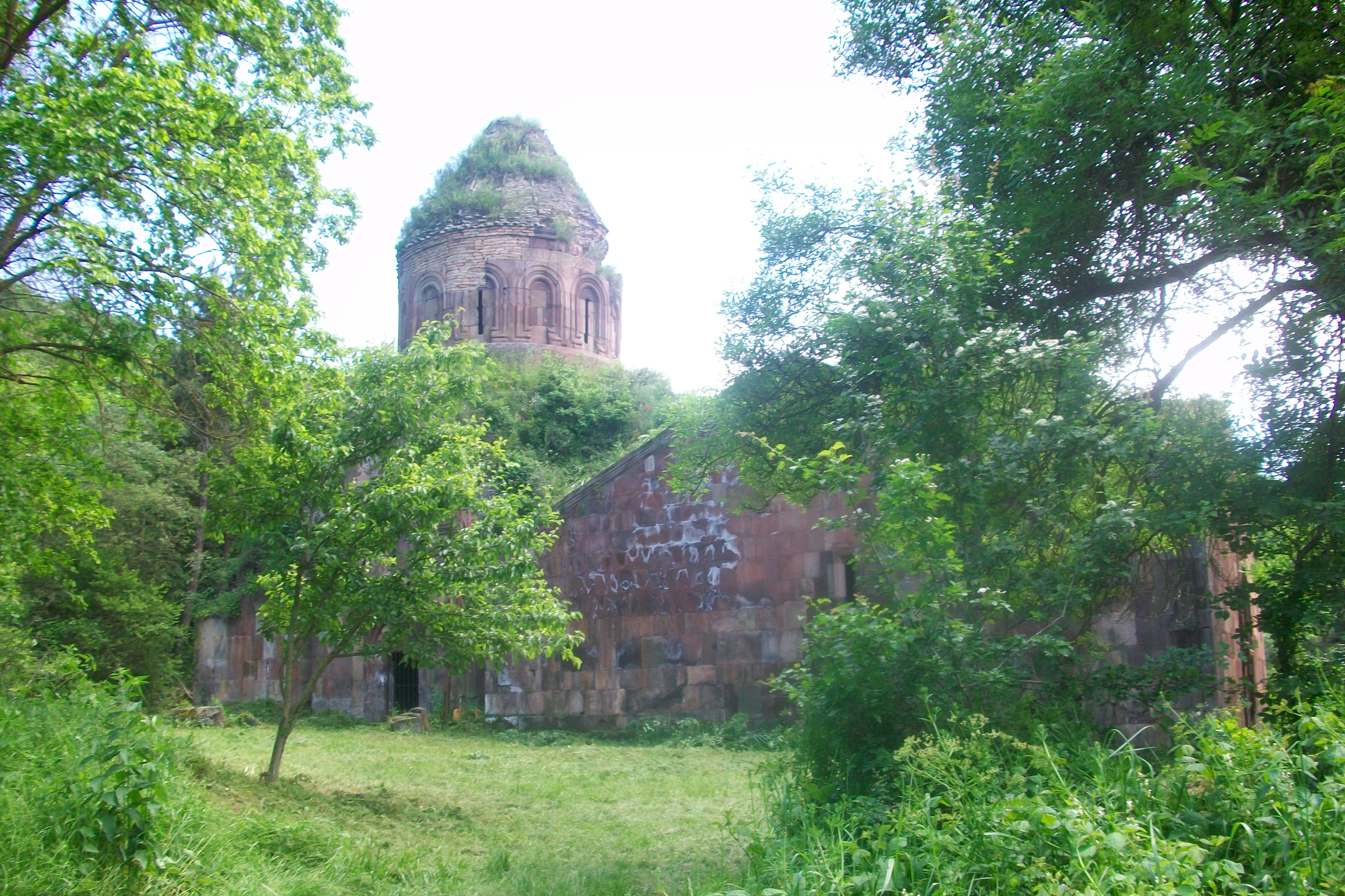
Хоранашатский монастырь
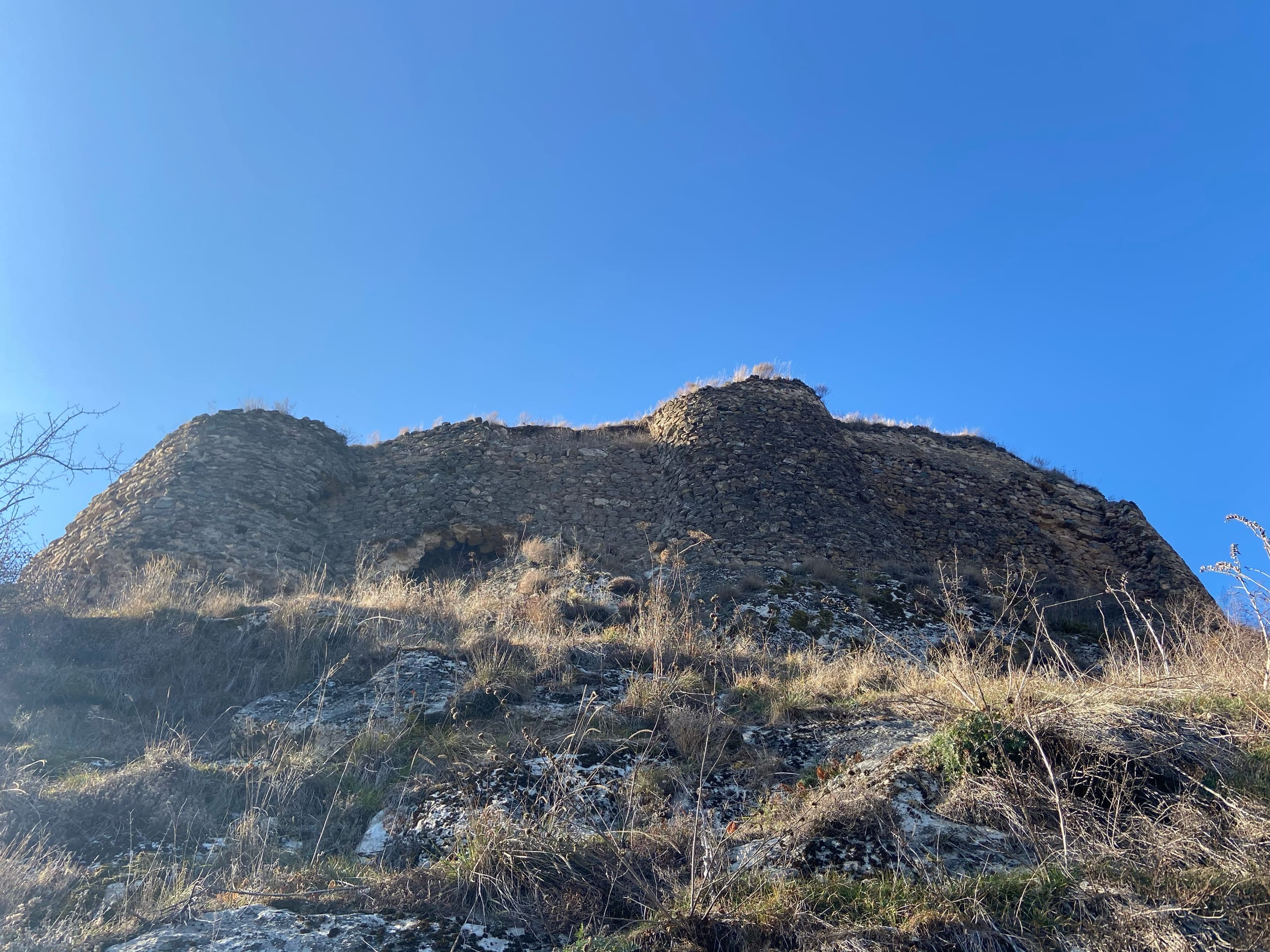
Тавушская крепость
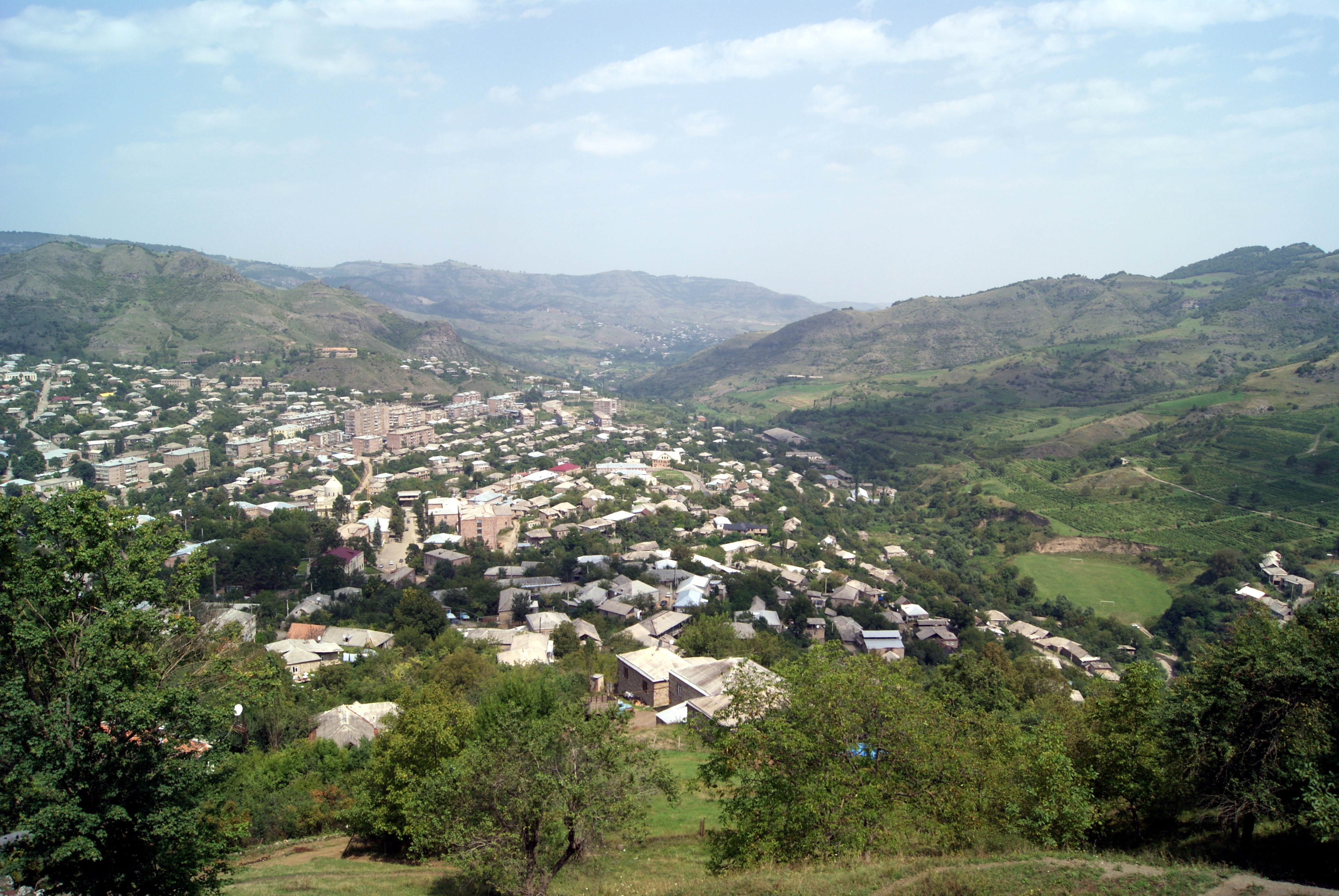
Вид на город

## Берд в искусстве
Действие некоторых книг Наринэ Абгарян (цикл «Манюня», романы «Люди, которые всегда со мной», «Дальше жить» и др.) происходит в Берде.